# Тайи (Арденны)
Тайи́ (фр. Tailly) — коммуна во Франции, находится в регионе Шампань — Арденны. Департамент коммуны — Арденны. Входит в состав кантона Бюзанси. Округ коммуны — Вузье.
Код INSEE коммуны — 08437.
Коммуна расположена приблизительно в 210 км к востоку от Парижа, в 75 км северо-восточнее Шалон-ан-Шампани, в 50 км к юго-востоку от Шарлевиль-Мезьера.
В состав коммуны входят деревни Андеван, Баррикур, Ремонвиль и Тайи.

## Население
Население коммуны на 2008 год составляло 181 человек.
| 1962 | 1968 | 1975 | 1982 | 1990 | 1999 | 2006 | 2008 |
| ---- | ---- | ---- | ---- | ---- | ---- | ---- | ---- |
| 298  | 353  | 280  | 235  | 193  | 206  | 186  | 181  |

## Экономика
В 2007 году среди 95 человек в трудоспособном возрасте (15—64 лет) 66 были экономически активными, 29 — неактивными (показатель активности — 69,5 %, в 1999 году было 78,4 %). Из 66 активных работали 63 человека (35 мужчин и 28 женщин), безработных было 3 (2 мужчин и 1 женщина). Среди 29 неактивных 6 человек были учениками или студентами, 17 — пенсионерами, 6 были неактивными по другим причинам.

## Фотогалерея

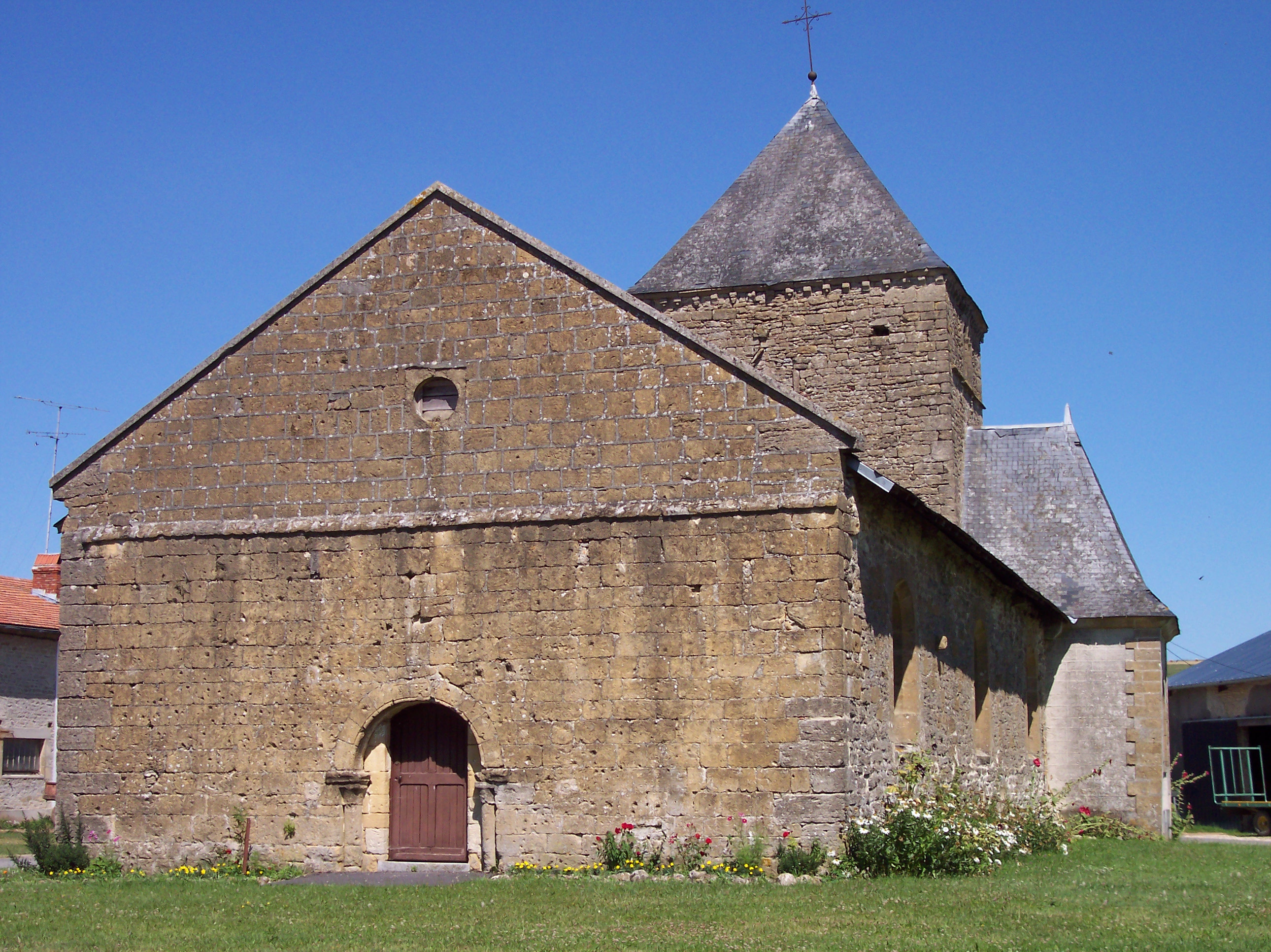
Церковь Баррикур
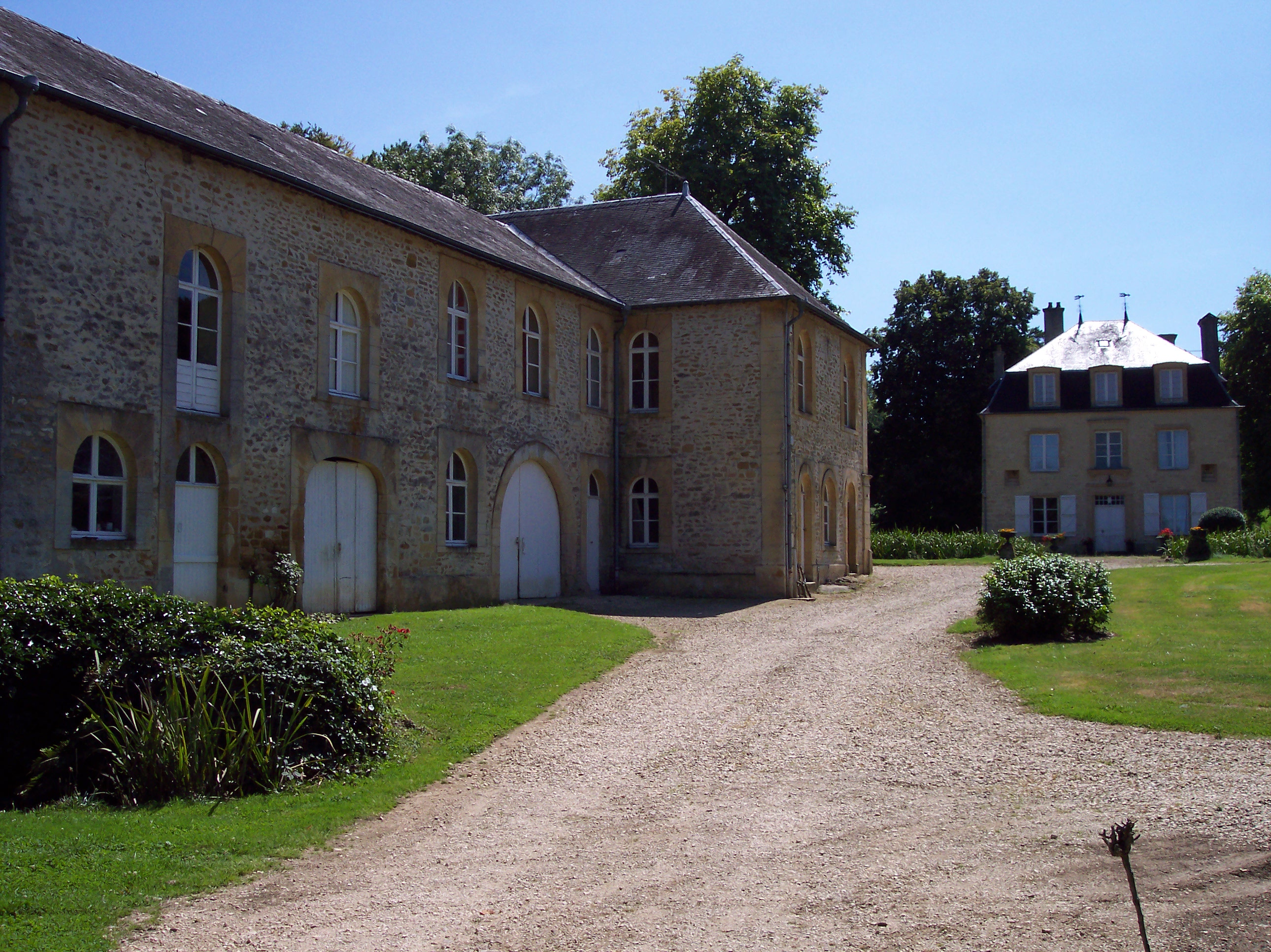
Замок Тайи
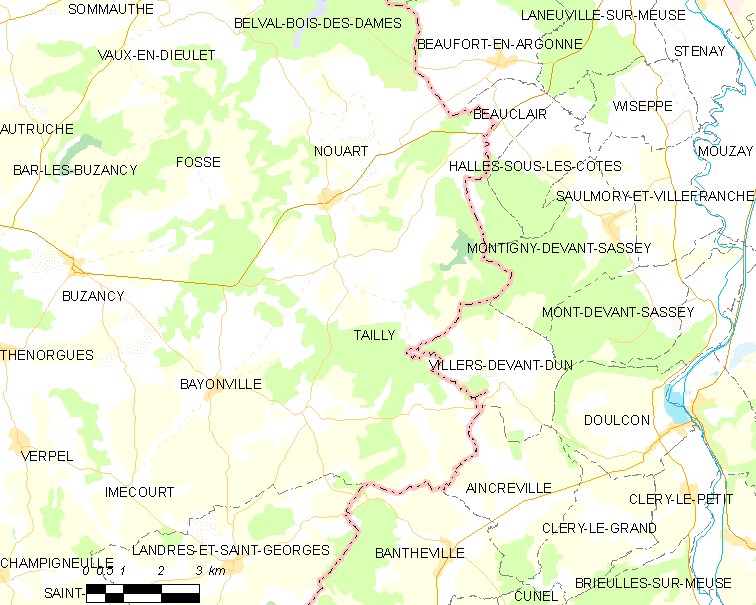
Карта коммуны